# Salvador Pires de Medeiros
Salvador Pires de Medeiros foi bandeirante e morreu em São Paulo antes de 1642.
Filho de Salvador Pires e Mécia Fernandes (ou Mécia-açu). O pai figurou nas primeiras expedições contra o índio hostil à vila de São Paulo de Piratininga, que nascia, e foi procurador do Conselho em 1563 e juiz ordinário em 1573; morreu em 1592.
Era dono da Fazenda Ajuá na serra da Cantareira e de sesmaria em Jatuaí, Sorocaba, dada em 1610; sertanista, em 1620 patente de capitão de ordenança, tomou parte na bandeira de Nicolau Barreto (1602) e na de Antônio Raposo Tavares (1628), na qual levou os três filhos, contra o Guairá.
Em 5 de julho de 1638, Salvador casou-se com Ana de Proença (n.1624), filha de Francisco de Proença e de s.m. Mécia Nunes Bicudo.
Foi também casado com Ines Monteiro de Alvarenga, a célebre “Matrona” do seiscentismo paulista, proprietários de terras na Serra da Cantareira, no “Ajuá”, e de sesmaria no local denominado “Jatuai”, em Sorocaba.
Seu filho foi o Capitão-mor Bento Pires Ribeiro.